# Leptochilus conjunctus
Leptochilus conjunctus är en stekelart som beskrevs av Gusenleitner 1998. Leptochilus conjunctus ingår i släktet Leptochilus och familjen Eumenidae. Inga underarter finns listade i Catalogue of Life.